# Теночтитлан
Теночтитла́н (кл. науатль Tenōchtitlan [tenoːtʃˈtitɬan], отоми Anbondo Amadetzānā) — ацтекский альтепетль (город-государство), находившийся на месте современного города Мехико. Был основан примерно в 1325 году на острове посреди солёного озера Тескоко, в 1521 году был разрушен испанскими конкистадорами под руководством Эрнана Кортеса.

## Название
Название Теночтитлан состоит из двух топонимов и буквально переводится как «Город Теноча», в честь легендарного вождя Теноча. По другой версии название города было образовано в результате словосочетания Камень (кл. науатль Tetl), Туна (кл. науатль Nochtli) и Изобилие (кл. науатль Tlan). Туны представляют собой плоды растения Нопаль. Ацтеки верили в их божественное происхождение и придавали им сакральный смысл. Таким образом название можно буквально перевести как «город, на камнях которого в изобилии растут туны», что у ацтеков также могло интерпретироваться как «еда для вселенной».
Существует несколько известных вариантов названия города. Кортес обозначал город как «Темиштитан» (кл. науатль Temixtitán). Также встречаются варианты имени «Тенучтитлан» (кл. науатль Tenuchtitlán) «Тенуститлан» (кл. науатль Tenustitlán) или «Теонуститлан» (кл. науатль Theonustitlán). Сегодня нет единого мнения относительно того, какое из имён является более достоверным, а какое нет, так как некоторые из них остаются популярными в академических кругах или в массовой культуре.

## Основание города
Древнейшие ацтеки были охотниками-кочевниками. Они кочевали на территории современной Северной Америки. По легенде родиной ацтеков было мифическое место Ацтлан, а Бог солнца и войны Уицилопочтли сказал индейцам, чтобы они обосновались там, где увидят такую картину: орёл на кактусе будет держать в своих когтях добычу. Скитаясь в южных землях Северной Америки почти 260 лет, они увидели то, о чём говорил им бог солнца: орёл сидит на кактусе и держит в когтях змею. Согласно летописи Тлателолько, 20 июля 1325 года они основали город на западном берегу озера Тескоко и назвали его Теночтитлан. Озеро было богато рыбой и водоплавающей птицей, на берегу водилось много дичи.
В 1337 году к северу от Теночтитлана был основан город-спутник Тлателолько, где обосновались ацтеки, отделившиеся от племени.

## Описание города

### География

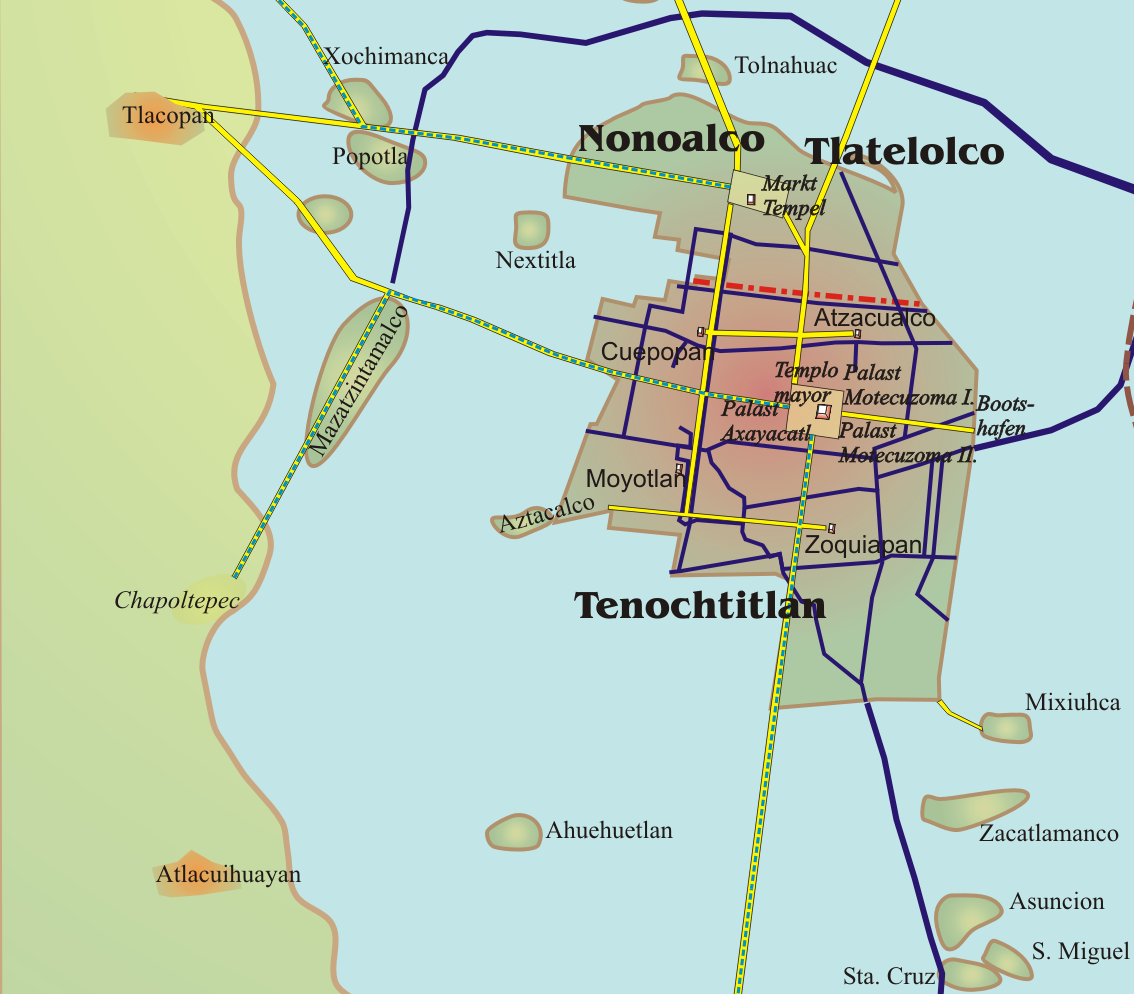
Западная часть озера Тескоко. Теночтитлан — южнее красной линии; Тлателолько — севернее.

Город быстро рос: 7,5 км² и 100 000 жителей — таковы были показатели его роста примерно через 100 лет после основания. А в течение ещё следующих 100 лет город разросся до 13,5 км², на которых размещалось до 212 500 жителей (по другим данным, до 350 000 и даже — до 500 000 жителей). Испанский губернатор, назначенный Кортесом, говорил о миллионном населении города. Жители города, подняв восстание, собрали армию из 200 000 человек только взрослых мужчин. Это означает, что к 1500 году это был самый большой город на Земле. В городе было много каналов и озёр, так что приходилось нередко передвигаться с помощью лодок. Сам город был окружён бесчисленным количеством дамб и мостов, ограждавших его от водотоков.
Теночтитлан делился на четыре квартала: Теопан, Мойотлан, Куэпопан и Астакалько. В середине города находился ритуальный центр, окружённый защитной стеной Коатепантли («змеиная стена»). Город был застроен храмами, школами, служебными постройками и домами. Строения из-за рыхлого грунта возводились на длинных сваях.

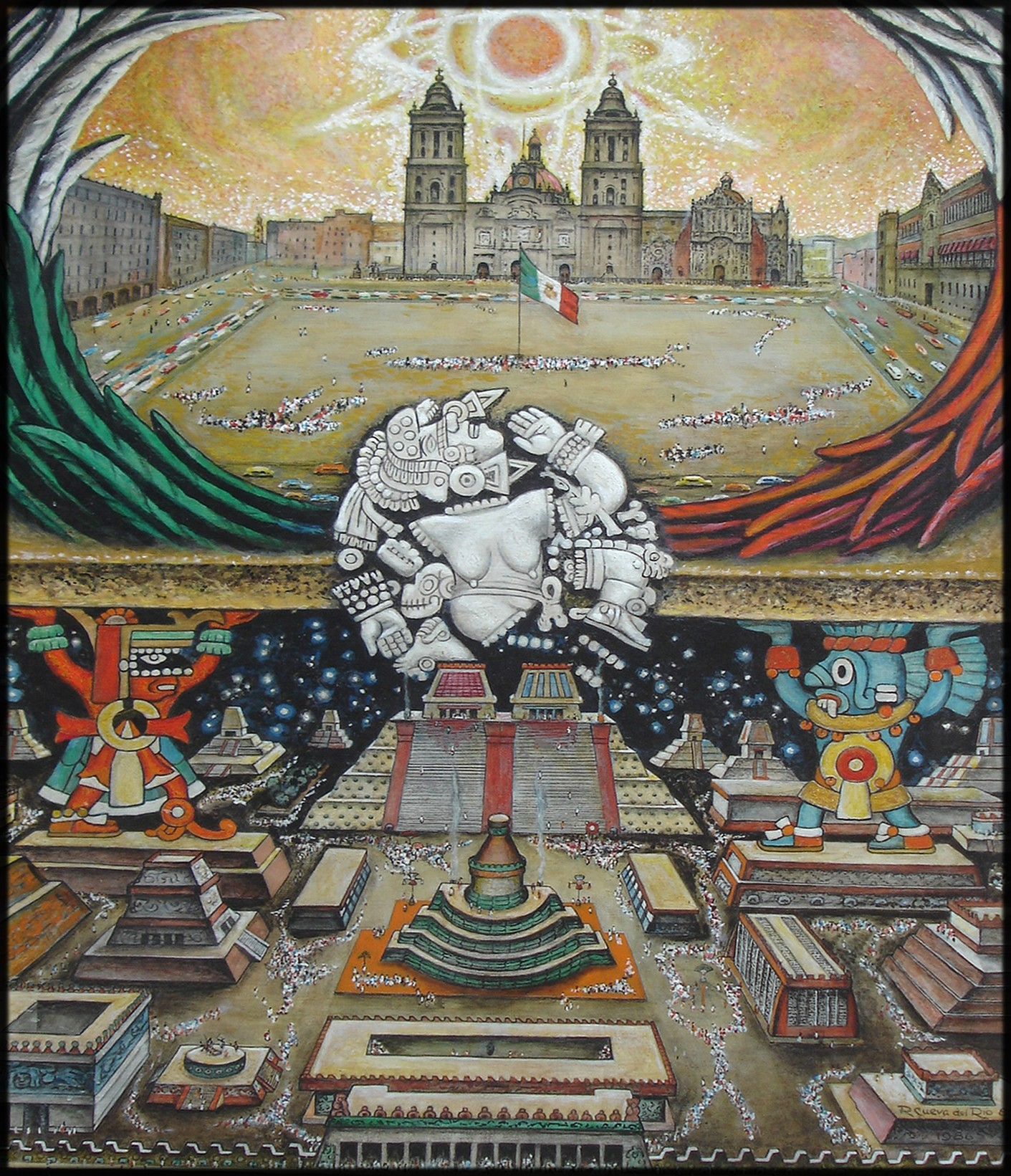
Теночтитлан. Рисунок

### Сельское хозяйство
В городе было развито сельское хозяйство, несмотря на то, что он стоял на воде. Ацтеки создавали целые полосы плодородной земли, используя ил и водоросли. Эти искусственно созданные поля назывались чинампы. Чинампы отличались исключительной плодородностью (иногда урожай снимался 7 раз в год), и ацтеки умели и любили выращивать на них множество пряностей и цветов. Также они выращивали на этих полях много разнообразных овощей. Всё это они отвозили на огромный рынок в центре Теночтитлана, который вмещал от 25 до 100 тысяч человек.

### Торговля
Испанцы, завоевавшие Теночтитлан, были поражены, увидев, насколько сильно развита торговля у ацтеков. Ацтеки были превосходными торговцами. Все товары на рынках Теночтитлана проходили тщательный осмотр, прежде чем попасть на прилавок. Испанцы утверждали, что денег у ацтеков не было. Покупатели обменивались своими товарами с продавцами. Иногда расплачивались за товар бобами какао. Жуликов и воров, если они попадались, жестоко наказывали.

### Архитектура
В центре города были построены два главных 30-метровых храма (см. Темпло Майор) в виде пирамид: для богов Уицилопочтли и Тлалока. Тлалок был богом воды и дождя. На этих храмах-пирамидах ацтеки совершали жертвоприношения, вырезая у живого человека сердце каменным (обсидиановым) ножом, затем ещё бьющийся кровеносный орган сжигали в специальной чаше, а безжизненное тело сбрасывали к подножию храма. Ацтеки жили в небольших одноэтажных постройках, сделанных из прутьев, ила и глины. В таких маленьких домиках жили целые группы людей, выполнявших какой-то один вид работы. Каждый клан селился отдельным жилым массивом. Но правители ацтеков жили в громадных дворцах, окружённых большими, красивыми садами. Их дворцы располагались ближе к храмам. Простые люди, наоборот, селились дальше от храмов.
В городе имелась сеть акведуков для снабжения питьевой водой. Главный акведук брал начало из источника на холме Чапультепек.

## Гибель города
Испанцы, приплывшие в Америку в XVI веке, были поражены богатством городов ацтеков, их красотой и великолепием. Эрнан Кортес со своими солдатами и союзниками-индейцами вошёл в город 8 ноября 1519 года, но 1 июля 1520 года был вынужден бежать. Испанцы снова атаковали город 4 июня 1521 года. Теночтитлан пал спустя 70 дней после начала осады, 13 августа. Император ацтеков Монтесума II был убит, город — разрушен. Завоеватель города ацтеков Эрнан Кортес объявил его владением короля Испании. С Теночтитланом пала и империя ацтеков (прекратила своё существование в 1520—1522 годах).

## Современное состояние
Несмотря на то, что город был полностью разрушен испанцами и на его месте построен новый, иногда при проведении земляных работ в Мехико удается обнаружить остатки построек Теночтитлана. Эти находки вызывают живейший интерес археологов и туристов, позволяют получить представление об архитектурном стиле его строителей.
Так, 21 февраля 1978 года при прокладке кабеля были обнаружены нижние части построек большого храмового комплекса, получившего название Темпло Майор. Помимо остатков большой двойной пирамиды были найдены фундаменты и стены вспомогательных построек, мостовая, скульптуры и элементы декора. В настоящее время комплекс открыт для посещения, работает музей.

Храмовый комплекс Темпло Майор
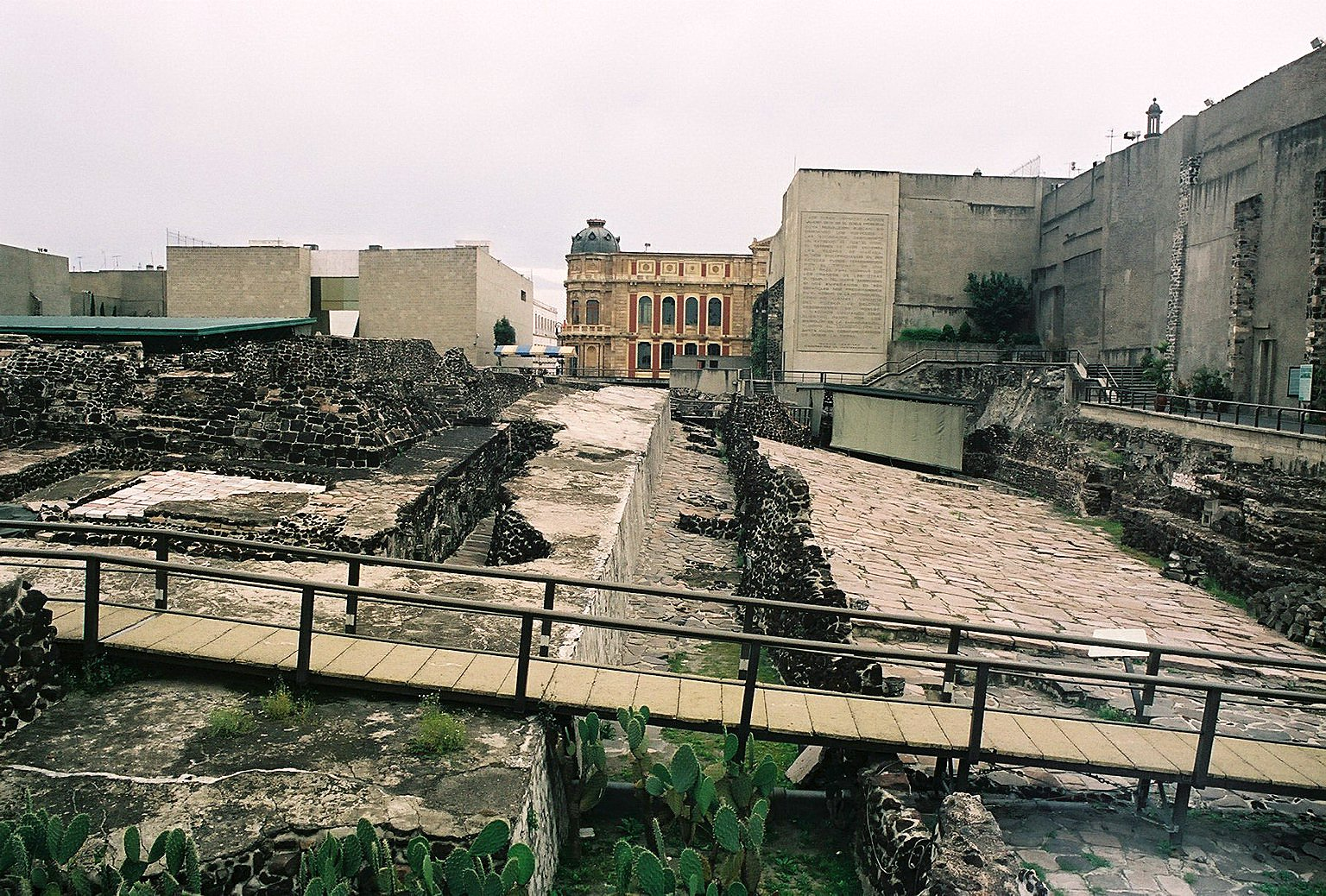
Панорама комплекса
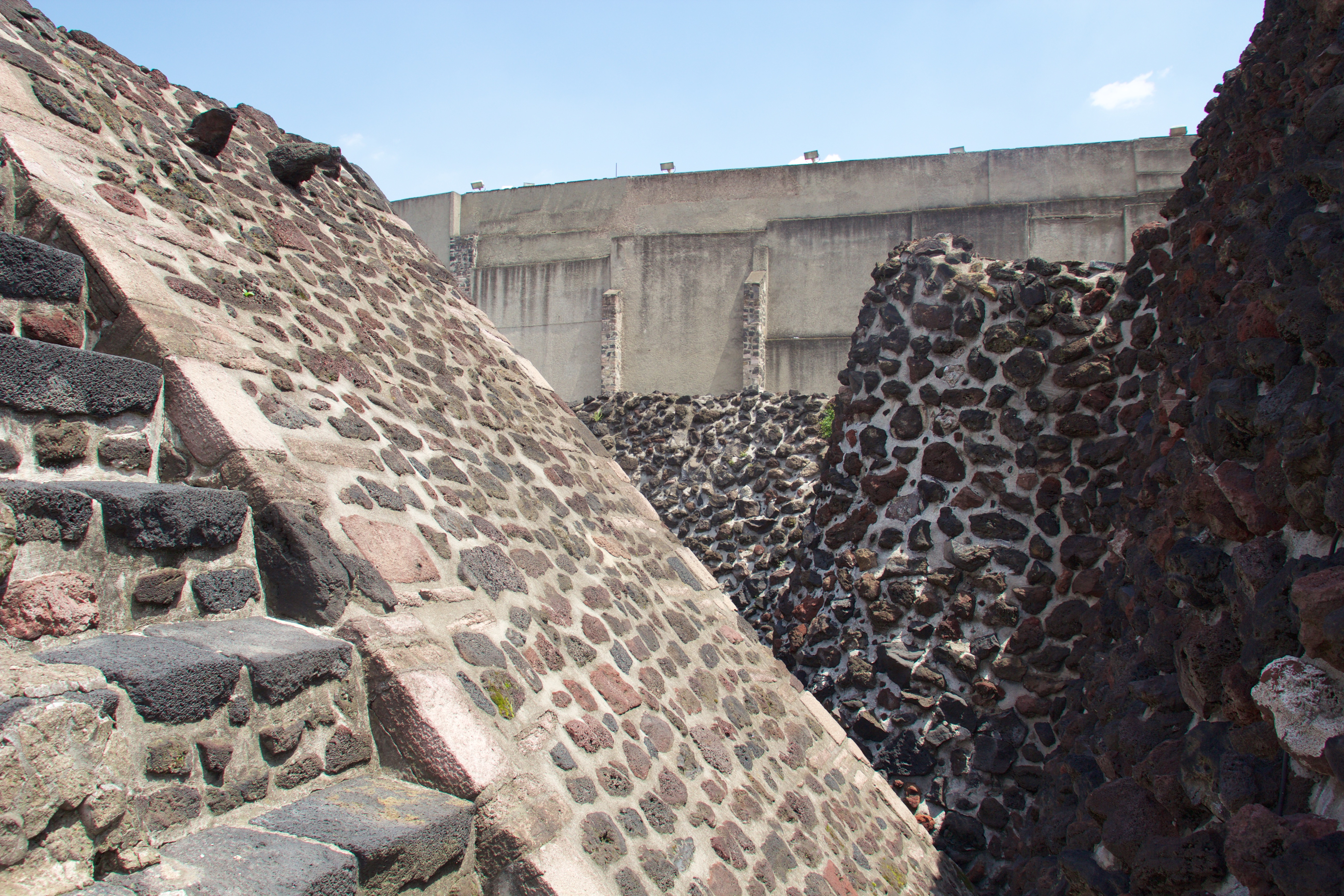
Ступени пирамиды и стены
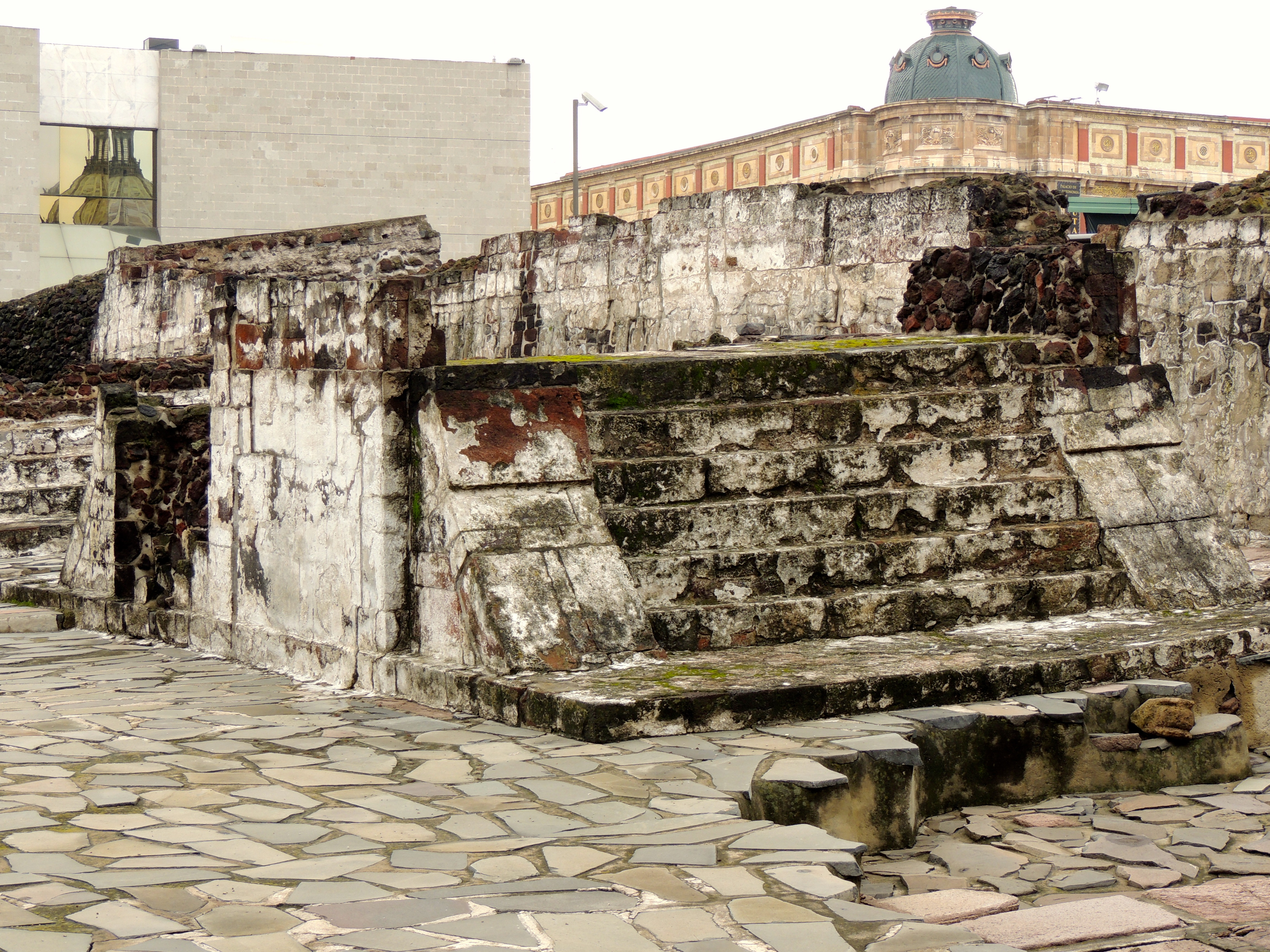
Большая пирамида
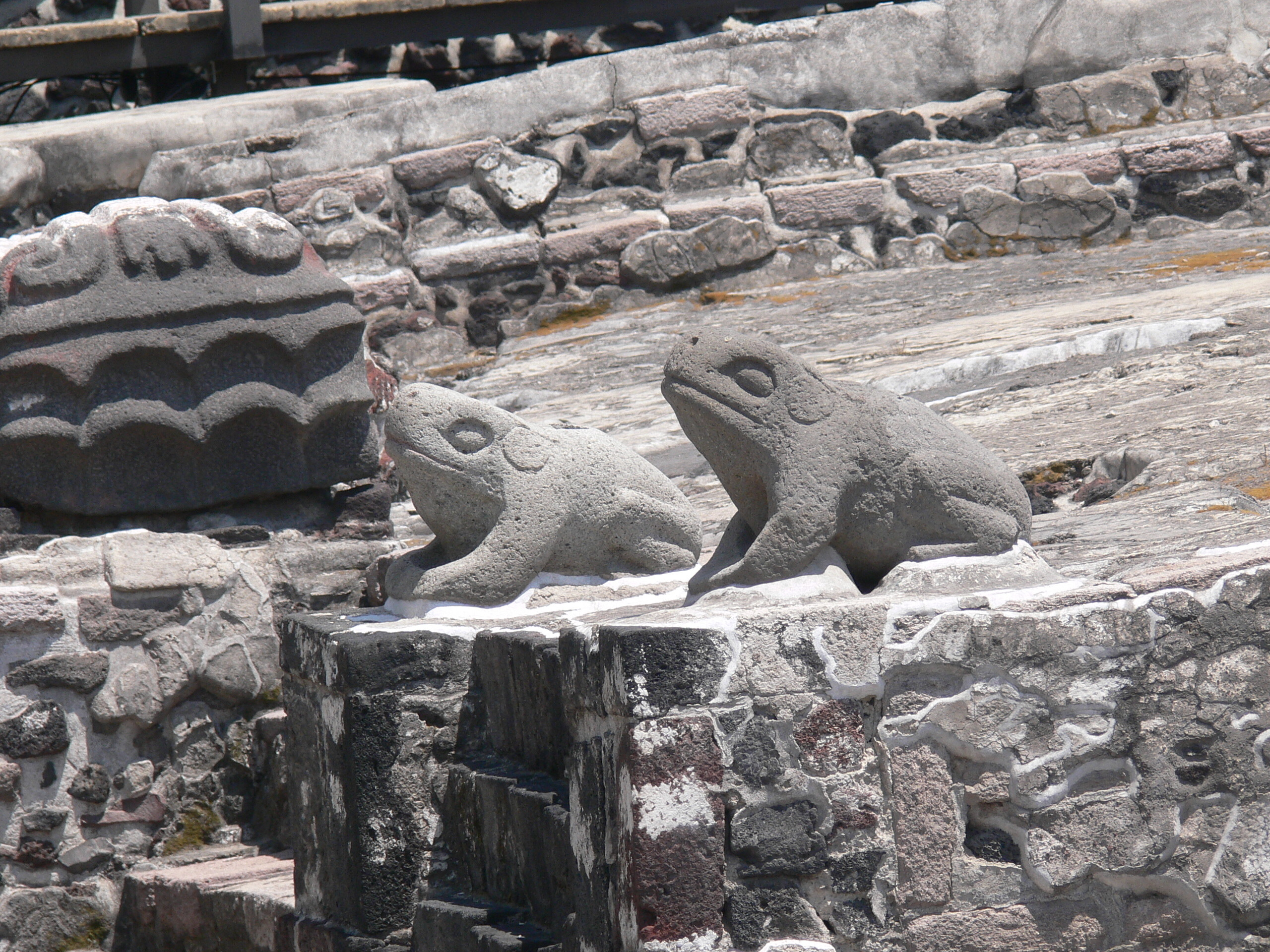
Алтарь жаб как символ воды
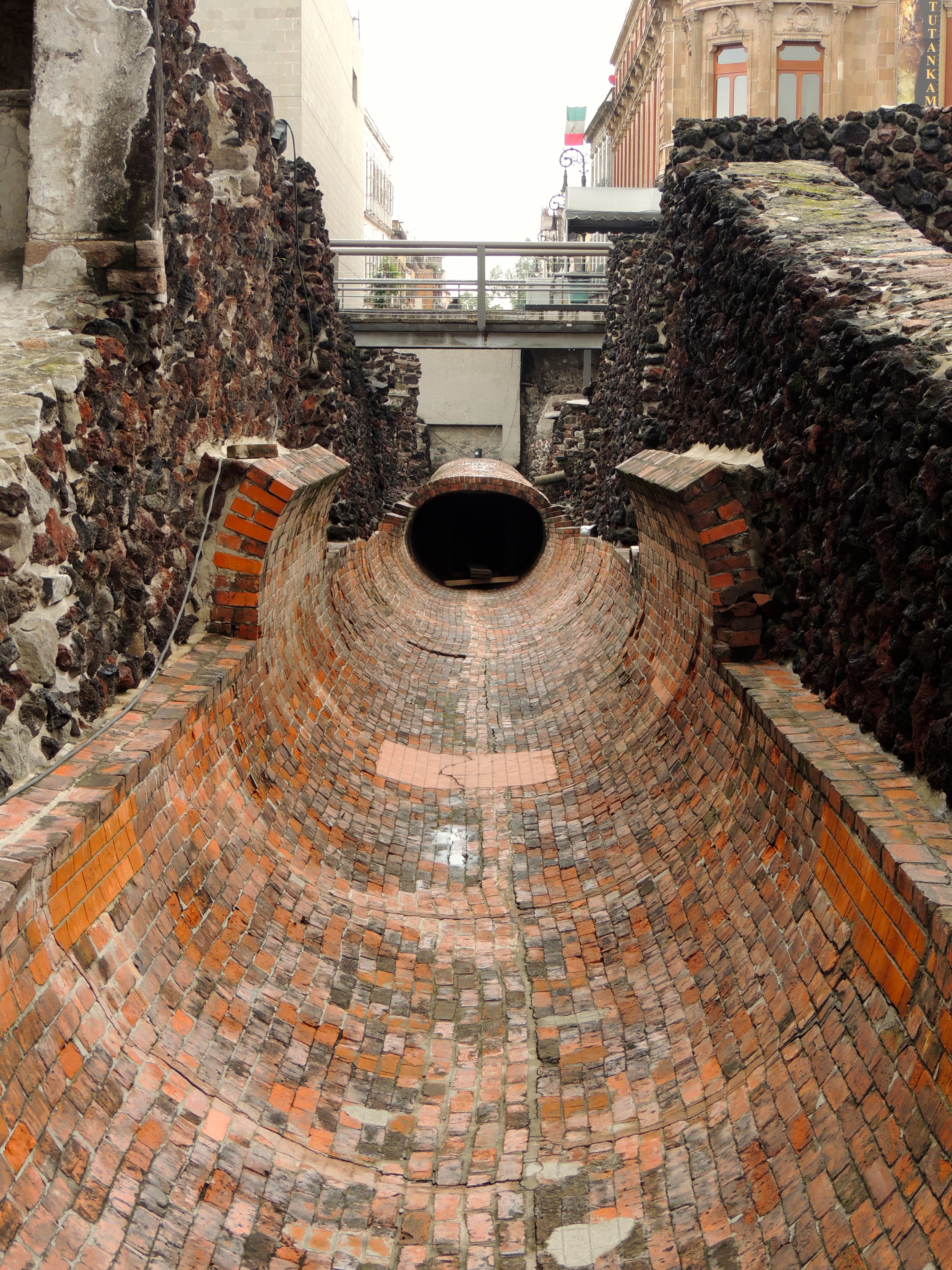
Водовод колониального периода проходящий между построек комплекса
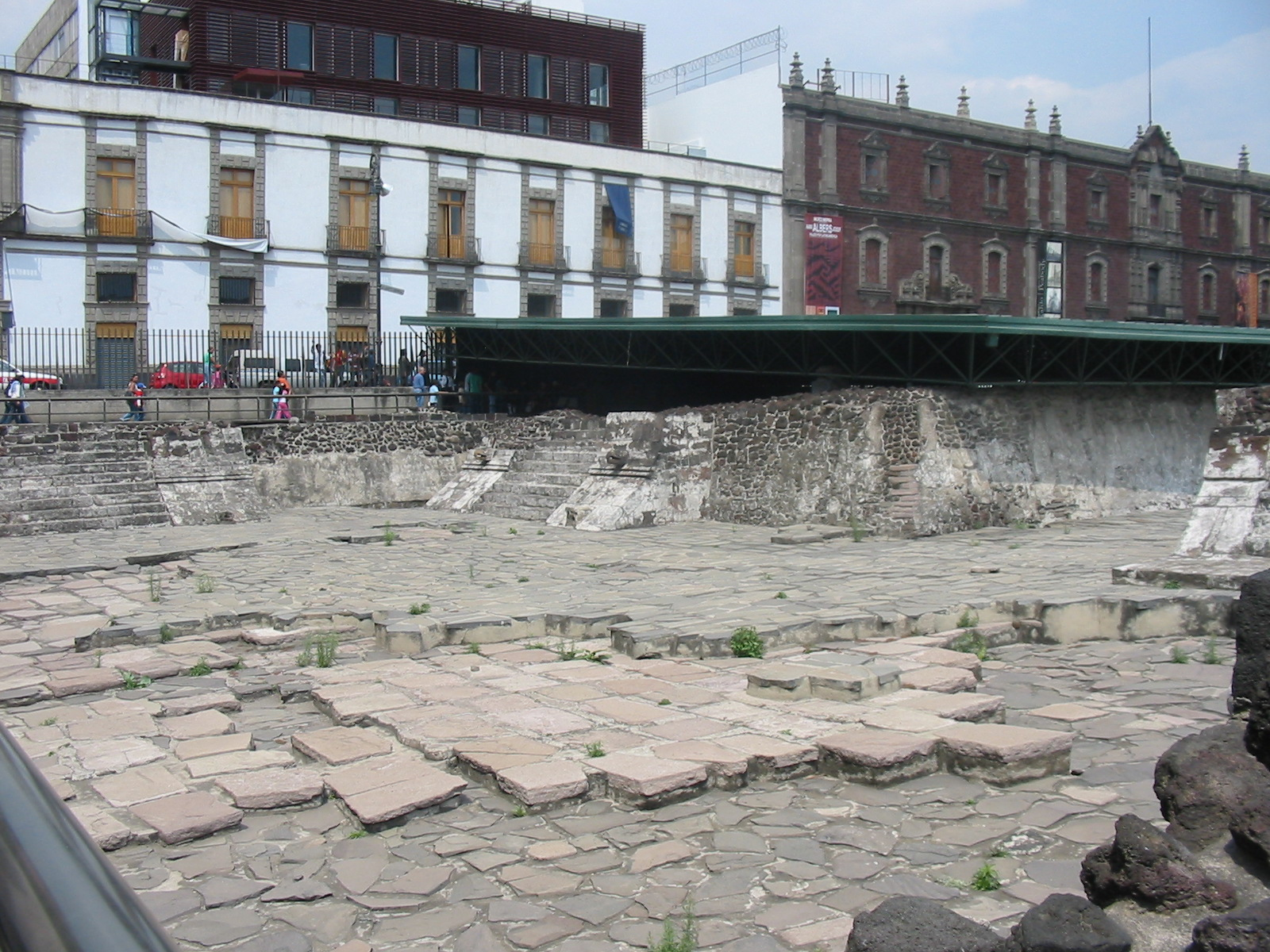
Мощеная площадь